# Jari (řeka)
Jari (portugalsky Rio Jari) je řeka v severovýchodní Brazílii. Tvoří hranici mezi státy Pará a Amapá. Je levým přítokem Amazonky. Je 1000 km dlouhá.

## Průběh toku
Pramení na Guyanské vysočině v části Serra do Tumucumaque u hranice se Surinamem a teče na jih. Do Amazonky se vlévá na začátku její delty u ostrova Ilha Grande de Gurupa. Největším přítokem je Ipitinga zprava. Na řece se nacházejí mnohé peřeje, z nichž nejvýznamnější jsou Mucuru a Macaranduba. Největší město na řece je Monte Dourado.

## Vodní režim
Zdrojem vody jsou převážně dešťové srážky. Nejvodnější je od června do srpna naopak nejméně vody má od listopadu do března.